# 阿瑟·霍里奇
阿瑟·L·霍里奇（英語：Arthur L. Horwich，1951年—），美国生物学家，在耶鲁大学医学院工作，并且自1990年至今一直在霍华德·休斯医学研究所做研究工作。研究领域主要是蛋白质折叠和分子伴侣(chaperonin)，他早于1989年就发表了这方面的论文。

## 生平
他生于1951年，在芝加哥以西的奥克帕克长大。1969年进入布朗大学医学院学习。在校期间，他在John Fain实验室从事肥胖细胞的新陈代谢方面的研究。他于1972年获得生物医学方面的文学士文凭，1975年获得医学士，并以在联合项目完成的第一等级的身份毕业。后来他进入耶鲁大学小儿科任实习医师并居住在那里。之后他进入位于加州拉霍亚的索尔克研究所攻读分子生物学和滤过性微生物学(virology)的博士后。在那里，他与Anthony R. Hunter一起在Walter Eckhart实验室工作，并见证了Anthony对“酪氨酸磷酸化”(tyrosine phosphorylation)的发现，他个人表示他从Anthony身上学到了作为一名科学家所必需掌握的技能。

## 荣誉与奖项
- 2001，Hans Neurath Award, Protein Society
- 2003，当选美國科學院院士
- 2004，盖尔德纳国际奖（与弗朗兹-乌尔里奇·哈特尔分享）
- 2006，Stein and Moore Award, Protein Society
- 2007，Wiley Prize in Biomedical Science（与弗朗兹-乌尔里奇·哈特尔分享）
- 2008，Rosenstiel Award
- 2008，路易莎·格罗斯·霍维茨奖（与弗朗兹-乌尔里奇·哈特尔分享）
- 2011，拉斯克基础医学奖（与弗朗兹-乌尔里奇·哈特尔分享）